# أولاد سليمان (أولاد سليمان الرواجح)
أولاد سليمان هو دُوَّار يقع بجماعة أولاد بورحمون، إقليم الفقيه بن صالح، جهة بني ملال خنيفرة في المملكة المغربية. ينتمي الدوّار لمشيخة أولاد سليمان الرواجح التي تضم دوارين. يقدر عدد سكانه بـ 5076 نسمة حسب الإحصاء الرسمي للسكان والسكنى لسنة 2004.

## روابط خارجية
- البوابة الوطنية للجماعات الترابية
- المندوبية السامية للتخطيط